# Manalisco
Manalisco es una localidad del estado mexicano de Jalisco. Es parte del municipio de Yahualica de González Gallo.

## Toponimia
El nombre «Manalisco» proviene de los términos en náhuatl: malinalli, hierba; ixco, delante. Su significado es «Frente a la hierba».

## Demografía
| Gráfica de evolución demográfica |
|                                  |

| Censo | Población |
| ----- | --------- |
| 1900  | 338       |
| 1910  | 413       |
| 1921  | 641       |
| 1930  | 523       |
| 1940  | 671       |
| 1950  | 763       |
| 1960  | 1 034     |
| 1970  | 1 622     |
| 1980  | 1 390     |
| 1990  | 1 488     |
| 2000  | 1 647     |
| 2010  | 1 231     |
| 2020  | 1 010     |